# Stenandrium
Stenandrium is een geslacht uit de acanthusfamilie (Acanthaceae). De soorten uit het geslacht komen voor in (sub)tropisch Amerika, tropisch Afrika en op het eiland Madagaskar.

## Soorten
- Stenandrium acuminatum Urb.
- Stenandrium affine S.Moore
- Stenandrium afromontanum (Mildbr.) Vollesen
- Stenandrium amoenum (Benoist) Vollesen
- Stenandrium andrei (Leonard) Wassh.
- Stenandrium arnoldii H.Dietr.
- Stenandrium barbatum Torr. & A.Gray
- Stenandrium boivinii (S.Moore) Vollesen
- Stenandrium bracteosum (Britton & Millsp.) Britton ex Leonard
- Stenandrium buntingii (S.Moore) Vollesen
- Stenandrium carduaceum (Benoist) Vollesen
- Stenandrium carolinae Leonard & Proctor
- Stenandrium chameranthemoideum Oerst.
- Stenandrium corymbosum Nees
- Stenandrium crenatum Urb.
- Stenandrium diphyllum Nees
- Stenandrium droseroides Nees
- Stenandrium dulce (Cav.) Nees
- Stenandrium ekmanii Urb.
- Stenandrium elegans Nees
- Stenandrium fosbergii (Leonard) Wassh.
- Stenandrium gabonicum (Benoist) Vollesen
- Stenandrium goiasense Wassh.
- Stenandrium grandiflorum Vollesen
- Stenandrium guineense (Nees) Vollesen
- Stenandrium harlingii Wassh.
- Stenandrium hatschbachii Wassh.
- Stenandrium heterotrichum Borhidi
- Stenandrium hirsutum Nees
- Stenandrium humboldtianum Nees
- Stenandrium humile (Benoist) Vollesen
- Stenandrium irwinii Wassh.
- Stenandrium leptostachyum (Benoist) Vollesen
- Stenandrium longifolium (Benoist) Vollesen
- Stenandrium lyonii J.R.Johnst.
- Stenandrium manchonense T.F.Daniel
- Stenandrium mandioccanum Nees
- Stenandrium nanum (Standl.) T.F.Daniel
- Stenandrium nephoica (Wassh.) Wassh.
- Stenandrium ovatum Urb.
- Stenandrium pallidum H.Dietr.
- Stenandrium pauciflorum Vollesen
- Stenandrium pedunculatum (Donn.Sm.) Leonard
- Stenandrium perrieri (Benoist) Vollesen
- Stenandrium pilosulum (S.F.Blake) T.F.Daniel
- Stenandrium pinetorum (Britton & P.Wilson) Alain
- Stenandrium pohlii Nees
- Stenandrium praecox S.Moore
- Stenandrium radicosum Nees
- Stenandrium riedelianum Nees
- Stenandrium scabrosum (Sw.) Nees
- Stenandrium serpens Nees
- Stenandrium stenophyllum Kameyama
- Stenandrium subcordatum Standl.
- Stenandrium subdentatum (Benoist) Vollesen
- Stenandrium talbotii (S.Moore) Vollesen
- Stenandrium tenellum Nees
- Stenandrium thomense (Milne-Redh.) Vollesen
- Stenandrium thompsonii (S.Moore) Vollesen
- Stenandrium tuberosum (L.) Urb.
- Stenandrium undulatum Urb. & Ekman
- Stenandrium verticillatum Brandegee
- Stenandrium villarroelii J.R.I.Wood
- Stenandrium villosum Nees
- Stenandrium warneckei (S.Moore) Vollesen
- Stenandrium wrightii Lindau

... · 
Acanthopsis · 
Acanthus · 
Achyrocalyx · 
Afrofittonia · 
Ambongia · 
Ancistranthus · 
Andrographis · 
Angkalanthus · 
Anisacanthus · 
Anisosepalum · 
Anisotes · 
Anomacanthus · 
Aphanosperma · 
Aphelandra · 
Ascotheca · 
Asystasia · 
Avicennia · 
Ballochia · 
Barleria · 
Barleriola · 
Blepharis · 
Borneacanthus · 
Boutonia · 
Brachystephanus · 
Bravaisia · 
Brillantaisia · 
Brunoniella · 
Calacanthus · 
Calycacanthus · 
Camarotea · 
Carlowrightia · 
Celerina · 
Cephalacanthus · 
Chalarothyrsus · 
Chamaeranthemum · 
Chileranthemum · 
Chlamydacanthus · 
Chlamydocardia · 
Chorisochora · 
Chroesthes · 
Clinacanthus · 
Clistax · 
Codonacanthus · 
Conocalyx · 
Cosmianthemum · 
Crabbea · 
Crossandra · 
Crossandrella · 
Cyclacanthus · 
Cynarospermum · 
Cyphacanthus · 
Danguya · 
Dasytropis · 
Dichazothece · 
Dicladanthera · 
Dicliptera · 
Dischistocalyx · 
Duosperma · 
Dyschoriste · 
Ecbolium · 
Echinacanthus · 
Elytraria · 
Encephalosphaera · 
Eranthemum · 
Eremomastax · 
Filetia · 
Fittonia · 
Forcipella · 
Glossochilus · 
Graphandra · 
Graptophyllum · 
Gymnostachyum · 
Gypsacanthus · 
Hansteinia · 
Haplanthodes · 
Harpochilus · 
Hemigraphis · 
Henrya · 
Herpetacanthus · 
Heteradelphia · 
Holographis · 
Hoverdenia · 
Hulemacanthus · 
Hygrophila · 
Hypoestes · 
Ichthyostoma · 
Isoglossa · 
Isotheca · 
Jadunia · 
Justicia · 
Kalbreyeriella · 
Kosmosiphon · 
Kudoacanthus · 
Lankesteria · 
Leandriella · 
Lepidagathis · 
Megalochlamys ·
Ruellia · 
Strobilanthes · 
Thunbergia · 
...